# Associação Brasileira de Surf Profissional
A Associação Brasileira de Surf Profissional é a entidade máxima do surfe no Brasil. Organiza o campeonato brasileiro de surfe, SuperSurfe, desde 1987 o masculino e 1997 o feminino.